# Agrias hervei
Agrias hervei är en fjärilsart som beskrevs av Le Moult 1926. Agrias hervei ingår i släktet Agrias och familjen praktfjärilar. Inga underarter finns listade i Catalogue of Life.